# Анісімов Леонід Олександрович
Ані́сімов Леоні́д Олекса́ндрович (нар.1 квітня 1947, с. Вербове) — український політик, народний депутат України 2-го скликання.

## Біографія
Леонід Анісімов народився 1 квітня 1947 у селі Вербове (зараз — Гнаровське), Вільнянський район, Запорізька область) в робітничій сім'ї.
По закінченню школи, у 1966–1970 роках служив на Чорноморському флоті.
З травня 1970 року почав працювати на комбінаті «Запоріжсталь», спочатку підручним сталевара, потім — сталеваром, майстром блоку печей.
У 1976 році закінчив Запорізький індустріальний інститут, за спеціальністю «інженер-металург».
З 1979 по 1982 рік працював плавильником нікелевого заводу Норильського гірничо-металургійного комбінату у м. Норильську.
У 1982 році повернувся на «Запоріжсталь», де пройшов шлях від майстра блоку печей до заступника начальника цеху
Після закінчення депутатських повноважень у квітні 1998 року очолив правління ВАТ «Дніпровський металургійний комбінат ім. Дзержинського» у місті Дніпродзержинськ. З серпня 1999 року по вересень 2001 року працював 1-м заступником голови Державної податкової адміністрації в Запорізькій області. У лютому-квітні 2002 року обіймав посаду генерального директора ТОВ «Ольф» у Запоріжжі. У квітні того ж року балотувався у народні депутати України по виборчому округу № 81 Запорізької області (самовисуванець).
З 2003 року працює у ВАТ «Мотор Січ», спочатку — на посаді заступника директора по зв'язках з органами державної влади, громадськими організаціями та засобами масової інформації Запорізького машинобудівного заводу ім. В. І. Омельченка, у травні 2003 року стає директором департаменту корпоративного управління Запорізького моторобудівного заводу, у червні 2005 року — заступником генерального директора.
Після закінчення терміну депутатських повноважень повернувся на «Запоріжсталь» заступником начальника управління з питань охорони природи та радіаційної безпеки підприємства. З березня 2012 року обіймає посаду голови профкому ВАТ «Запоріжсталь».

## Політична діяльність
У 1987 році обраний секретарем партійного комітету комбінату, а у 1990 році— секретарем Запорізького обласного комітету КПУ. З вересня 1991 року — майстер, старший майстер, з травня 1992 року — начальник цеху підготовки составів комбінату «Запоріжсталь».
У квітні 1994 року був обраний народним депутатом України 2-го скликання по Заводському виборчому округу № 178 Запорізької області (висунутий трудовим колективом «Запоріжсталі»). Був уповноваженим представником фракції «Соціально-ринковий вибір» та головою підкомітету з питань металургійного комплексу і хімічної промисловості Комітету з питань базових галузей та соціально-економічного розвитку регіонів.
На виборах 26 березня 2006 року обраний депутатом Запорізької обласної ради п'ятого скликання за виборчим списком Блоку Наталії Вітренко «Народна опозиція». З червня 2006 року по листопад 2010 року обіймав посаду заступника голови Запорізької обласної ради.

## Сім'я
Одружений, має двох синів.

## Нагороди
- Орден «Знак Пошани»
- Заслужений працівник промисловості України (серпень 1997).
- Почесна Грамота Верховної Ради України (2007).